# Список нагород і номінацій Шакіри
Шакіра — колумбійська співачка, авторка пісень, музикантка, продюсерка, танцюристка і філантропка. Почала свою кар'єру в 1990 році, співпрацюючи з Sony Music. З того часу співачка продала 50 мільйонів альбомів та виграла 2 Ґреммі та 7 Латиноамериканських Ґреммі.

## ALMA Awards
American Latino Media Arts Award або ALMA Awards присуджується латиноамериканським виконавцям, які просувають позитивне зображення латиноамериканців в індустрії розваг. Шакіра отримала п'ять нагород з семи номінацій .
| Рік  | Номіновано             | Нагорода                   | Результат |
| ---- | ---------------------- | -------------------------- | --------- |
| 2002 | Шакіра                 | Видатна виконавиця         | Перемога  |
| 2002 | «Laundry Service»      | Альбом року                | Перемога  |
| 2002 | «Whenever, Wherever»   | Пісня року                 | Номінація |
| 2006 | Шакіра                 | Видатна виконавиця         | Перемога  |
| 2006 | «Fijacion Oral Vol. 1» | Альбом року                | Перемога  |
| 2008 | Шакіра                 | Гуманітарна нагорода       | Перемога  |
| 2011 | Шакіра                 | Найкраща артистка в музиці | Номінація |

## American Music Awards
American Music Awards щорічна церемонія, створена Діком Кларком у 1973 році. Шакіра отримала три нагороди з шести номінацій .
| Рік  | Номіновано | Нагорода                    | Результат |
| ---- | ---------- | --------------------------- | --------- |
| 2001 | Шакіра     | Улюблений латинський артист | Номінація |
| 2002 | Шакіра     | Улюблений латинський артист | Номінація |
| 2003 | Шакіра     | Улюблений латинський артист | Номінація |
| 2005 | Шакіра     | Улюблений латинський артист | Перемога  |
| 2006 | Шакіра     | Улюблений латинський артист | Перемога  |
| 2010 | Шакіра     | Улюблений латинський артист | Перемога  |

## ASCAP Awards
Американське товариство композиторів, авторів і видавців (англ. American Society of Composers, Authors and Publishers (ASCAP)) — не комерційна організація, яка захищає авторські права музикантів шляхом моніторингу їх виступів. Шакіра отримала сім нагород з семи номінацій .
| Рік  | Номіновано                         | Нагорода                                                | Результат |
| ---- | ---------------------------------- | ------------------------------------------------------- | --------- |
| 2007 | «Hips Don't Lie»                   | Латинська нагорода — Переможна пісня в жанрі поп/балада | Перемога  |
| 2007 | «Hips Don't Lie»                   | Нагорода жанру поп — Найбільш виконувана пісня          | Перемога  |
| 2008 | «Te Lo Agradezco Pero No»          | Латинська нагорода — Переможна пісня в жанрі поп/балада | Перемога  |
| 2010 | «Loba»                             | Латинська нагорода — Переможна пісня в жанрі поп/балада | Перемога  |
| 2011 | «Gitana»                           | Латинська нагорода — Переможна пісня в жанрі поп/балада | Перемога  |
| 2011 | «Lo Hecho Está Hecho»              | Нагорода жанру поп — Найбільш виконувана пісня          | Перемога  |
| 2011 | «Waka Waka (This Time For Africa)» | Нагорода жанру поп — Найбільш виконувана пісня          | Перемога  |

## Bambi Awards
Bambi Awards — німецький еквівалент Еммі. Шакіра отримала дві нагороди з двох номінацій .
| Рік  | Номіновано | Нагорода               | Результат |
| ---- | ---------- | ---------------------- | --------- |
| 2009 | Шакіра     | Міжнародний поп-артист | Перемога  |
| 2010 | Шакіра     | Міжнародний поп-артист | Перемога  |

## Billboard Music Awards
Billboard Music Awards спонсорується журналом «Billboard». Нагорода базується на продажах зі Nielsen SoundScan та інформації з радіо Nielsen Broadcast Data Systems. Шакіра отримала п'ять нагород з дванадцяти номінацій .
| Рік  | Номіновано                         | Нагорода                             | Результат |
| ---- | ---------------------------------- | ------------------------------------ | --------- |
| 2005 | «Fijación Oral Vol. 1»             | Латинський альбом року               | Перемога  |
| 2005 | «La Tortura»                       | Латинська пісня року                 | Перемога  |
| 2005 | «La Tortura»                       | Альбом року латинського артиста року | Перемога  |
| 2006 | «Hips Don't Lie»                   | Поп-сингл року                       | Номінація |
| 2011 | «Gypsy»                            | Топ-латинська пісня                  | Номінація |
| 2011 | «Loca» разом з El Cata             | Топ-латинська пісня                  | Номінація |
| 2011 | Шакіра                             | Топ-потоковий артист                 | Номінація |
| 2011 | Шакіра                             | Топ-латинський артист                | Перемога  |
| 2011 | Шакіра                             | Улюбленець фанатів                   | Номінація |
| 2011 | «Waka Waka (This Time for Africa)» | Топ-латинська пісня                  | Перемога  |
| 2011 | «Waka Waka (This Time for Africa)» | Топ-потокова пісня (відео)           | Номінація |
| 2011 | «Sale el Sol»                      | Топ-латинський альбом                | Номінація |

## BMI Awards
Broadcast Music, Inc. (BMI) — одна з трьох організацій з захисту прав виконавців у США разом з ASCAP і SESAC. Шакіра отримала 18 нагород з 18 номінацій .
| Рік  | Номіновано                     | Нагорода                                 | Результат |
| ---- | ------------------------------ | ---------------------------------------- | --------- |
| 2000 | Шакіра                         | BMI Latin Award — Автор пісень року      | Перемога  |
| 2000 | «Ciega, Sordomuda»             | BMI Latin Award — Переможні пісні        | Перемога  |
| 2000 | «Tú»                           | BMI Latin Award — Переможні пісні        | Перемога  |
| 2000 | «Inevitable»                   | BMI Latin Award — Переможні пісні        | Перемога  |
| 2001 | «No Creo»                      | BMI Latin Award — Переможні пісні        | Перемога  |
| 2002 | «Ojo Asi»                      | BMI Latin Award — Переможні пісні        | Перемога  |
| 2003 | «Suerte»                       | BMI Latin Award — Переможні пісні        | Перемога  |
| 2003 | «Te Aviso, Te Anuncio (Tango)» | BMI Latin Award — Переможні пісні        | Перемога  |
| 2003 | «Whenever, Wherever»           | BMI Pop Award — Переможні пісні          | Перемога  |
| 2003 | «Underneath Your Clothes»      | BMI Pop Award — Переможні пісні          | Перемога  |
| 2004 | «Que Me Quedes Tú»             | BMI Latin Award — Переможні пісні        | Перемога  |
| 2006 | «Hips Don't Lie»               | BMI Urban Award — № 1 у Billboard        | Перемога  |
| 2007 | «La Tortura»                   | BMI Latin Award — Треклист               | Перемога  |
| 2007 | «La Tortura»                   | BMI Latin — Рингтон року                 | Перемога  |
| 2007 | «La Tortura»                   | BMI Пісня року                           | Перемога  |
| 2007 | «No»                           | BMI Latin Award — Треклист               | Перемога  |
| 2007 | «Hips Don't Lie»               | BMI Pop Awards — Треклист                | Перемога  |
| 2008 | «Beautiful Liar»               | BMI London Awards — Танцювальна нагорода | Перемога  |
| 2008 | «Beautiful Liar»               | BMI London Awards — Поп-нагорода         | Перемога  |
| 2010 | «Las de la Intuición»          | BMI Latin Awards — Треклист              | Перемога  |
| 2011 | «Loba»                         | BMI Latin Awards — Треклист              | Перемога  |
| 2011 | «Lo Hecho Está Hecho»          | BMI Latin Awards — Треклист              | Перемога  |

## Brit Awards
The Brit Awards щорічна нагорода від British Phonographic Industry. Шакіра була двічі номінована.
| Рік  | Номіновано | Нагорода                    | Результат |
| ---- | ---------- | --------------------------- | --------- |
| 2003 | Шакіра     | Прорив міжнародного артиста | Номінація |
| 2010 | Шакіра     | Міжнародна артистка         | Номінація |

## ремія ЕХО
Премія ЕХО — номінація в німецькій музиці, яка щороку видається асоціацією звукозаписних компаній Deutsche Phono-Akademie. Переможець визначається продажами попереднього року. Шакіра отримала одну нагороду з 8 номінацій .
| Рік  | Номіновано                         | Нагорода                               | Результат |
| ---- | ---------------------------------- | -------------------------------------- | --------- |
| 2003 | Шакіра                             | Найкраща міжнародна артистка           | Перемога  |
| 2003 | Шакіра                             | Найкращий міжнародний новий виконавець | Номінація |
| 2003 | «Whenever, Wherever»               | Найкращий міжнародний сингл            | Номінація |
| 2006 | Шакіра                             | Найкраща міжнародна артистка           | Номінація |
| 2007 | Шакіра                             | Найкраща міжнародна артистка           | Номінація |
| 2007 | «Hips Don't Lie»                   | Найкращий міжнародний сингл            | Номінація |
| 2011 | Шакіра                             | Найкраща міжнародна артистка           | Номінація |
| 2011 | «Waka Waka (This Time For Africa)» | Хіт року                               | Номінація |

## Fonogram Awards
Fonogram Awards — національна музична нагорода Угорщини, яка проводиться з 1992 року. Шакіра була двічі номінована.
| Рік  | Номіновано      | Нагорода                                              | Результат |
| ---- | --------------- | ----------------------------------------------------- | --------- |
| 2003 | Laundry Service | Fonogram Award за міжнародний сучасний поп/рок альбом | Номінація |
| 2011 | Sale El Sol     | Fonogram Award за міжнародний сучасний поп/рок альбом | Номінація |

## Golden Globe Awards
Golden Globe Awards щорічно презентується Голлівудською асоціацією іноземної преси (англ. Hollywood Foreign Press Association (HFPA)) для того, щоб визнати видатні досягнення в індустрії розваг. Шакіра номінувалась одного разу
| Рік  | Номіновано  | Нагорода                   | Результат |
| ---- | ----------- | -------------------------- | --------- |
| 2007 | «Despedida» | Найкраща оригінальна пісня | Номінація |

## Grammy Awards
Нагорода Ґреммі щорічно присуджується Національною академією мистецтва та науки звукозапису (англ. National Academy of Recording Arts and Sciences) У США. Шакіра отримала 2 нагороди з 5 номінацій .
| Рік  | Номіновано                   | Нагорода                                                         | Результат |
| ---- | ---------------------------- | ---------------------------------------------------------------- | --------- |
| 1999 | «¿Dónde Están Los Ladrones?» | Нагорода за найкращий альбом у жанрі латинський рок/альтернатива | Номінація |
| 2001 | MTV Unplugged                | Нагорода за найкращий альбом у жанрі латинський поп              | Перемога  |
| 2006 | Fijación Oral Vol. 1         | Нагорода за найкращий альбом у жанрі латинський рок/альтернатива | Перемога  |
| 2007 | «Hips Don't Lie»             | Найкраща поп-виконавиця                                          | Номінація |
| 2008 | «Beautiful Liar»             | Найкраща поп-виконавиця                                          | Номінація |

## Groovevolt Music Awards
Один з провідних музичних сайтів Groovevolt.com, який щорічно номінує для GV Music & Fashion Awards. Шакіра отримала 1 нагороду з 4 номінацій .
| Рік  | Номіновано             | Нагорода                         | Результат |
| ---- | ---------------------- | -------------------------------- | --------- |
| 2006 | «Fijacion Oral Vol. 1» | Найкраща альбом поп-виконавиці   | Номінація |
| 2006 | «Fijacion Oral Vol. 1» | Найкращий латинський альбом      | Перемога  |
| 2006 | «La Tortura»           | Найкраща виконання пісні — Жінка | Номінація |
| 2006 | Шакіра                 | Наймодніший артист               | Номінація |

## International Dance Music Awards
International Dance Music Awards була заснована 1985 року. Це частина Winter Music Conference, тижневого заходу електронної музика, що проводиться щорічно. Шакіра отримала 2 нагороди з 6 номінацій .
| Рік  | Номіновано                         | Нагорода                           | Результат |
| ---- | ---------------------------------- | ---------------------------------- | --------- |
| 2003 | «Objection (Tango)»                | Найкращий латинський трек          | Номінація |
| 2006 | «La tortura»                       | Найкращий латинський трек          | Перемога  |
| 2007 | «Hips Don't Lie»                   | Найкращий латинський/реггітон трек | Перемога  |
| 2010 | «She Wolf»                         | Найкращий латинський/реггітон трек | Номінація |
| 2011 | «Loca»                             | Найкращий латинський/реггітон трек | Номінація |
| 2011 | «Waka Waka (This Time for Africa)» | Найкращий латинський/реггітон трек | Номінація |

## Нагорода Айвор Новелло
Нагорода Айвор Новелло презентується щорічно в Лондоні Британською академією авторів пісень, композиторів і авторів (англ. British Academy of Songwriters, Composers and Authors (BASCA)) з 1955 року. Шакіра отримала одну нагороду з однієї номінації разом з Бейонсе.
| Рік  | Номіновано       | Нагорода                            | Результат |
| ---- | ---------------- | ----------------------------------- | --------- |
| 2008 | «Beautiful Liar» | Найкраща продавана британська пісня | Перемога  |

## Juno Awards
Juno Awards щорічно презентується канадським виконавцям і гуртам, щоб відзначити їхні артистичні та технічні досягнення в музиці. Шакіра номінувалась одного разу.
| Рік  | Номіновано        | Нагорода                | Результат |
| ---- | ----------------- | ----------------------- | --------- |
| 2003 | «Laundry Service» | Міжнародний альбом року | Номінація |

## Los Premios MTV Latinoamérica
Premios MTV Latinoamérica або VMALA's — латиноамериканська версія Video Music Awards. Шакіра отримала 12 ганород з 18 номінацій .
| Рік  | Номіновано                 | Нагорода                     | Результат |
| ---- | -------------------------- | ---------------------------- | --------- |
| 2002 | Шакіра                     | Артист року                  | Перемога  |
| 2002 | Шакіра                     | Найкраща артистка            | Перемога  |
| 2002 | Шакіра                     | Найкраща поп-виконавиця      | Перемога  |
| 2002 | Шакіра                     | Найкращий артист — Північ    | Перемога  |
| 2002 | «Suerte»                   | Відео року                   | Перемога  |
| 2005 | «La tortura»               | Відео року                   | Перемога  |
| 2005 | «No»                       | Відео року                   | Номінація |
| 2005 | Шакіра                     | Артист року                  | Перемога  |
| 2005 | Шакіра                     | Найкраща артистка            | Перемога  |
| 2005 | Шакіра                     | Найкраща поп-виконавиця      | Перемога  |
| 2005 | Шакіра                     | Найкращий артист — Центр     | Перемога  |
| 2006 | «Hips Don't Lie»           | Пісня року                   | Перемога  |
| 2007 | «Te Lo Agradezco, Pero No» | Відео року                   | Номінація |
| 2009 | Шакіра                     | Нагорода Fashionista — Жінка | Номінація |
| 2009 | Шакіра                     | Найкращий фан-клуб           | Номінація |
| 2009 | Шакіра                     | Агент                        | Перемога  |
| 2009 | «Loba»                     | Відео року                   | Номінація |
| 2009 | «Loba»                     | Пісня року                   | Номінація |

## Latin Billboard Music Awards
Billboard Latin Music Awards походить з програми Billboard Music Awards з журналу «Billboard», який публікує продажі та вихід на радіо музичних записів. Шакіра двадцять нагород з сорока чотирьох номінацій .
| Рік  | Номіновано                         | Нагорода                                                   | Результат |
| ---- | ---------------------------------- | ---------------------------------------------------------- | --------- |
| 1997 | «Pies Descalzos»                   | Найкращий альбом поп-виконавиці                            | Перемога  |
| 1997 | «Un Poco de Amor»                  | Найкраще відео року                                        | Перемога  |
| 1997 | Шакіра                             | Найкращий новий артист                                     | Перемога  |
| 2001 | «MTV Unplugged»                    | Найкращий латинський артист з альбомом                     | Перемога  |
| 2001 | «MTV Unplugged»                    | Поп-альбом року, жінка                                     | Номінація |
| 2001 | «MTV Unplugged»                    | Артист року Billboard 50                                   | Номінація |
| 2002 | «Suerte»                           | Латин-поп трек року                                        | Номінація |
| 2002 | Шакіра                             | Вибір оглядачів                                            | Перемога  |
| 2003 | Шакіра                             | Латинський тур року                                        | Номінація |
| 2004 | «Que Me Quedes Tu»                 | Латин-поп трек року, жінка                                 | Номінація |
| 2006 | «La Tortura»                       | Латинський рингтон року                                    | Перемога  |
| 2006 | «La Tortura»                       | Латин-поп пісня року — Дует або гурт                       | Перемога  |
| 2006 | «La Tortura»                       | Hot Latin пісня року                                       | Перемога  |
| 2006 | «La Tortura»                       | Hot Latin пісня року — Вокальний дует або співпраця        | Перемога  |
| 2006 | Шакіра                             | Артист року                                                | Номінація |
| 2006 | Шакіра                             | Дух надії                                                  | Перемога  |
| 2006 | Шакіра                             | Топ латин-альбом року                                      | Номінація |
| 2006 | «No»                               | Латин-поп пісня року — Жінка                               | Номінація |
| 2006 | «Fijacion Oral Vol. 1»             | Латин-поп альбом — Жінка                                   | Перемога  |
| 2007 | «Hips Don't Lie»                   | Гарячі латинські пісні року                                | Номінація |
| 2007 | «Hips Don't Lie»                   | Латин-поп пісня року — Дует або гурт                       | Номінація |
| 2007 | «Hips Don't Lie»                   | Hot Latin пісня року — Вокальний дует або співпраця        | Перемога  |
| 2007 | Шакіра                             | Латинський тур року                                        | Номінація |
| 2008 | «Te Lo Agradezco, Pero No»         | Гарячі латинські пісні року — Вокальний дует або співпраця | Номінація |
| 2008 | «Hips Don't Lie»                   | Латинський рингтон року                                    | Номінація |
| 2009 | Шакіра                             | Латинський виконавець Digital Download                     | Номінація |
| 2010 | Шакіра                             | Гарячі латинські пісні — Артистка року                     | Перемога  |
| 2010 | Шакіра                             | Латин-поп Airplay — Артистка року                          | Номінація |
| 2010 | Шакіра                             | Тропічний Airplay — Артистка року                          | Перемога  |
| 2010 | «Loba»                             | Латин-поп Airplay — Пісня року                             | Номінація |
| 2010 | «Loba»                             | Латин-Digital Download — Пісня року                        | Номінація |
| 2011 | Шакіра                             | Латинський артист року                                     | Номінація |
| 2011 | Шакіра                             | Гарячі латинські пісні — Артистка року                     | Перемога  |
| 2011 | Шакіра                             | Топ-латинські альбоми — Артистка року                      | Перемога  |
| 2011 | Шакіра                             | Латин-поп Airplay — Соло-артист року                       | Перемога  |
| 2011 | Шакіра                             | Латин-поп альбоми — Соло-артист року                       | Номінація |
| 2011 | Шакіра                             | Латинський артист з турів                                  | Номінація |
| 2011 | Шакіра                             | Латинський соціальний артист року                          | Перемога  |
| 2011 | «Loca» (з El Cata)                 | Hot Latin пісня року — Вокальна подія                      | Номінація |
| 2011 | «Loca» (з El Cata)                 | Латин Digital Download року                                | Номінація |
| 2011 | «Waka Waka (This Time for Africa)» | Латин Digital Download року                                | Перемога  |
| 2011 | «Sale el Sol»                      | Латинський альбом року                                     | Номінація |
| 2011 | «Sale el Sol»                      | Латин-поп альбом року                                      | Номінація |
| 2011 | «Sale el Sol»                      | Латин Digital альбом року                                  | Перемога  |

## Latin Grammy Awards
Латиноамериканське Ґреммі проводиться щорічно в США з 2000 року, ним відзначаються визначні внески в іспаномовну музику. Шакіра отримала сім нагород з сімнадцяти номінацій Шакіра буде нагороджена як Latin Recording Academy Person of the Year 9 листопада 2011 року, у переддень 12 церемонії латиноамериканського Ґреммі .
| Рік  | Номіновано                     | Нагорода                                   | Результат    |
| ---- | ------------------------------ | ------------------------------------------ | ------------ |
| 2000 | «MTV Unplugged»                | Альбом року                                | Номінація    |
| 2000 | «MTV Unplugged»                | Найкраща поп-виконавиця вокального альбому | Номінація    |
| 2000 | «Octavo Día»                   | Найкраща виконавиця рок-вокалу             | Перемога     |
| 2000 | «Ojos Asi»                     | Найкраща виконавиця поп-вокалу             | Перемога     |
| 2000 | «Ojos Asi»                     | Найкраще коротке музичне відео             | Номінація    |
| 2002 | «Suerte»                       | Найкраще коротке музичне відео             | Перемога     |
| 2003 | «Te Aviso, Te Anuncio (Tango)» | Найкраща пісня в жанрі рок                 | Номінація    |
| 2006 | «Fijación Oral Vol. 1»         | Альбом року                                | Перемога     |
| 2006 | «Fijación Oral Vol. 1»         | Найкраща поп-виконавиця вокального альбому | Перемога     |
| 2006 | «La Tortura»                   | Запис року                                 | Перемога     |
| 2006 | «La Tortura»                   | Пісня року                                 | Перемога     |
| 2006 | «La Tortura»                   | Найкраще коротке музичне відео             | Номінація    |
| 2007 | «Bello Embustero»              | Запис року                                 | Номінація    |
| 2011 | «Sale el Sol»                  | Альбом року                                | В очікуванні |
| 2011 | «Sale el Sol»                  | Найкраща поп-виконавиця вокального альбому | В очікуванні |
| 2011 | «Loca»                         | Найкраще коротке музичне відео             | В очікуванні |

## MuchMusic Video Awards
MuchMusic Video Awards — щорічна нагорода, яка представляється канадським музичним каналом MuchMusic, щоб відзначити найкраще музичне відео року. Шакіра отримала дві нагороди з трьох номінацій .
| Рік  | Номіновано           | Нагорода                                  | Результат |
| ---- | -------------------- | ----------------------------------------- | --------- |
| 2002 | «Whenever, Wherever» | Вибір людей: найкращий міжнародний артист | Перемога  |
| 2002 | «Whenever, Wherever» | Найкраще відео міжнародного артиста       | Перемога  |
| 2007 | «Beautiful Liar»     | Найкраще відео міжнародного артиста       | Номінація |

## MTV Awards

### MTV Asia Awards
MTV Asia Awards відзначає та нагороджує азіатських та міжнародних діячів за досягнення в кіно, моді та музиці. Шакіра номінувалась тричі.
| Рік  | Номіновано       | Нагорода               | Результат |
| ---- | ---------------- | ---------------------- | --------- |
| 2003 | Шакіра           | Найкраща артистка      | Номінація |
| 2003 | Шакіра           | Найкращий новий артист | Номінація |
| 2008 | «Beautiful Liar» | Найкращий Hook Up      | Номінація |

### MTV Europe Music Awards
MTV Europe Music Awards заснована 1994 року MTV Networks Europe, щоб відзначати найпопулярніші мізуичні відео в Європі. Шакіра отримала дві нагороди з чотирдцяти номінацій.
| Рік  | Номіновано           | Нагорода                   | Результат |
| ---- | -------------------- | -------------------------- | --------- |
| 2002 | «Whenever, Wherever» | Найкраща пісня             | Номінація |
| 2002 | Шакіра               | Найкраща співачка          | Номінація |
| 2002 | Шакіра               | Найкращий новий виконавець | Номінація |
| 2002 | Шакіра               | Найкращий поп-виконавець   | Номінація |
| 2005 | Шакіра               | Найкращий поп-виконавець   | Номінація |
| 2005 | Шакіра               | Найкраща співачка          | Перемога  |
| 2006 | Шакіра               | Найкращий поп-виконавець   | Номінація |
| 2006 | Шакіра               | Найкраща співачка          | Номінація |
| 2006 | «Hips Don't Lie»     | Найкраща пісня             | Номінація |
| 2007 | «Beautiful Liar»     | Найзвичніший трек          | Номінація |
| 2009 | «She Wolf»           | Найкраще відео             | Номінація |
| 2009 | Шакіра               | Найкраща співачка          | Номінація |
| 2010 | Шакіра               | Найкраща співачка          | Номінація |
| 2010 | Шакіра               | Нагорода «Free Your Mind»  | Перемога  |

### MTV Video Music Awards
Нагорода MTV Video Music Awards заснована в кінці літа 1984 року каналом MTV, щоб відзначити топ-відео року. Шакіра отримала чотири нагороди з двадцяти трьох номінацій.
| Рік  | Номіновано                  | Нагорода                                                  | Результат |
| ---- | --------------------------- | --------------------------------------------------------- | --------- |
| 2000 | «Ojos Así»                  | Міжнародний вибір оглядачів Латинської Америки (Північ)   | Перемога  |
| 2000 | «Ojos Así»                  | Міжнародний вибір оглядачів Латинської Америки (Південь)  | Номінація |
| 2002 | «Whenever, Wherever/Suerte» | Найкраще відео виконавиці                                 | Номінація |
| 2002 | «Whenever, Wherever/Suerte» | Найкраще відео поп-виконавиці                             | Номінація |
| 2002 | «Whenever, Wherever/Suerte» | Найкраще танцювальне відео                                | Номінація |
| 2002 | «Whenever, Wherever/Suerte» | Найкращий кінематограф у відео                            | Номінація |
| 2002 | «Whenever, Wherever/Suerte» | Міжнародний вибір оглядачів Латинської Америки (Північ)   | Перемога  |
| 2002 | «Whenever, Wherever/Suerte» | Міжнародний вибір оглядачів Латинської Америки (Пацифізм) | Номінація |
| 2002 | «Whenever, Wherever/Suerte» | Міжнародний вибір оглядачів Латинської Америки (Атлантик) | Номінація |
| 2005 | «La tortura»                | Найкраще відео виконавиці                                 | Номінація |
| 2005 | «La tortura»                | Вибір оглядачів                                           | Номінація |
| 2005 | «La tortura»                | Найкраще танцювальне відео                                | Номінація |
| 2006 | «Hips Don't Lie»            | Найкраще відео виконавиці                                 | Номінація |
| 2006 | «Hips Don't Lie»            | Найкраще відео поп-виконавиці                             | Номінація |
| 2006 | «Hips Don't Lie»            | Найкраще танцювальне відео                                | Номінація |
| 2006 | «Hips Don't Lie»            | Відео року                                                | Номінація |
| 2006 | «Hips Don't Lie»            | Вибір оглядачів                                           | Номінація |
| 2006 | «Hips Don't Lie»            | Найкраща хореографія у відео                              | Перемога  |
| 2006 | «Hips Don't Lie»            | Найкращий художній керівник відео                         | Номінація |
| 2007 | «Beautiful Liar»            | Найкраща співпраця                                        | Перемога  |
| 2007 | «Beautiful Liar»            | Найкраще режисерство у відео                              | Номінація |
| 2007 | «Beautiful Liar»            | Найкраща хореографія у відео                              | Номінація |
| 2007 | «Beautiful Liar»            | Найкраще виробництво відео                                | Номінація |
| 2010 | Шакіра                      | Латинський артист року                                    | Номінація |

## Nickelodeon Kids' Choice Awards
Nickelodeon Kids' Choice Awards — щорічне шоу-нагородження, яке відзначає найбільші телевізійні, кінематографічні та музичні події, переможець обирається глядачами. Шакіра номінувалась одного разу.
| Рік  | Номіновано       | Нагорода       | Результат |
| ---- | ---------------- | -------------- | --------- |
| 2007 | «Hips Don't Lie» | Улюблена пісня | Номінація |

## NME Awards
NME Awards — щорічна музична нагорода, заснована музичним журналом «NME». Шакіра номінувалась одного разу.
| Рік  | Номіновано | Нагорода                         | Результат |
| ---- | ---------- | -------------------------------- | --------- |
| 2011 | Шакіра     | NME Award за «найгарячішу жінку» | Номінація |

## NRJ Music Awards
Нагорода NRJ Music Awards створена 2000 року радіотсанцією NRJ спільно з мерею телебачення TF1. Шакіра отримала шість нагород з дев'яти номінацій .
| Рік  | Номіновано           | Нагорода                 | Результат |
| ---- | -------------------- | ------------------------ | --------- |
| 2003 | «Whenever, Wherever» | Міжнародна пісня року    | Перемога  |
| 2003 | «Laundry Service»    | Міжнародний альбом року  | Перемога  |
| 2003 | Шакіра               | Міжнародна артистка року | Перемога  |
| 2006 | «La Tortura»         | Міжнародна пісня року    | Перемога  |
| 2007 | «Hips Don't Lie»     | Міжнародна пісня року    | Номінація |
| 2007 | Шакіра               | Міжнародна артистка року | Номінація |
| 2010 | Шакіра               | Міжнародна артистка року | Номінація |
| 2011 | «Waka Waka»          | Міжнародна пісня року    | Перемога  |
| 2011 | Шакіра               | Міжнародна артистка року | Перемога  |

## Orgullosamente Latino Awards
Orgullosamente Latino Awards — латиноамериканська нагорода, організована, проводиться з 2004 року. Шакіра отримала дві нагороди з двох номінацій .
| Рік  | Номіновано | Нагорода           | Результат |
| ---- | ---------- | ------------------ | --------- |
| 2006 | Шакіра     | Соло-артист року   | Перемога  |
| 2010 | Шакіра     | Соло-артистка року | Перемога  |

## People's Choice Awards
People's Choice Awards — нагорода, що відзначає людей і роботу поп-культури, проводиться з 1975 року. Шакіра отримала одну нагороду з трьох номінацій .
| Рік  | Номіновано                         | Нагорода               | Результат |
| ---- | ---------------------------------- | ---------------------- | --------- |
| 2007 | «Hips Don't Lie»                   | Улюблена поп-пісня     | Перемога  |
| 2007 | Шакіра                             | Улюблена артистка      | Номінація |
| 2008 | «Beautiful Liar»                   | Улюблена R&B-пісня     | Номінація |
| 2010 | «Waka Waka (This Time for Africa)» | Улюблене музичне відео | Номінація |

## Premios 40 Principales
Premios 40 Principales — щорічна нагорода, що проводиться іспанською радіостанцією Los 40 Principales. Шакіра отримала п'ять нагород з шести номінацій .
| Рік  | Номіновано                         | Нагорода                                   | Результат |
| ---- | ---------------------------------- | ------------------------------------------ | --------- |
| 2006 | «Hips Don't Lie»                   | Найкраща міжнародна пісня                  | Перемога  |
| 2006 | Шакіра                             | Найкращий міжнародний артист               | Перемога  |
| 2009 | «Loba»                             | Найкраща міжнародна пісня іспанською мовою | Перемога  |
| 2009 | Шакіра                             | Найкращий виконавець іспанською мовою      | Перемога  |
| 2010 | «Waka Waka (This Time for Africa)» | Найкраща міжнародна пісня іспанською мовою | Номінація |
| 2010 | Шакіра                             | Найкращий виконавець іспанською мовою      | Перемога  |

## Premios Juventud
Premios Juventud — нагорода для іспаномовних знаменитостей у сферах: фільми, музика, мода та поп-культура, презентована телеканалом Univision. Шакіра отримала одинадцять нагород з двіадцяти двох номінацій 

.
| Рік  | Номіновано                     | Нагорода                         | Результат |
| ---- | ------------------------------ | -------------------------------- | --------- |
| 2004 | Шакіра                         | «She's Totally Red Carpet»       | Номінація |
| 2004 | Шакіра                         | Dream Chic                       | Номінація |
| 2004 | Шакіра                         | Best Moves                       | Номінація |
| 2004 | Шакіра                         | All Over the Dial                | Номінація |
| 2004 | Шакіра                         | My Idol Is                       | Номінація |
| 2004 | Шакіра та Антоніо де ла Руа    | Hottest Romance                  | Номінація |
| 2005 | Шакіра                         | Favourite Rock Star              | Перемога  |
| 2005 | Шакіра                         | Favourite Pop Star               | Перемога  |
| 2005 | Шакіра                         | My Idol Is..                     | Номінація |
| 2005 | Шакіра                         | Best Moves                       | Перемога  |
| 2005 | Шакіра                         | I Hear Her Everywhere            | Перемога  |
| 2005 | «Fijación Oral Vol. 1»         | CD to Die For                    | Номінація |
| 2005 | «La Tortura»                   | Catchiest Tune                   | Номінація |
| 2005 | Шакіра та Алехандро Санс       | Dynamic Duet                     | Перемога  |
| 2006 | Шакіра                         | Favourite Rock artist            | Перемога  |
| 2006 | Шакіра                         | Favourite pop star               | Номінація |
| 2006 | Шакіра                         | iQue rico se mueve! (Best moves) | Перемога  |
| 2007 | Шакіра                         | Favourite pop star               | Номінація |
| 2007 | Шакіра                         | My Favorite Concert              | Номінація |
| 2007 | Шакіра                         | iQue rico se mueve! (Best moves) | Перемога  |
| 2007 | Шакіра                         | My Idol is…                      | Перемога  |
| 2007 | «Te Lo Agradezco, Pero No»     | The Perfect Combo                | Номінація |
| 2008 | Шакіра                         | iQue rico se mueve! (Best moves) | Номінація |
| 2010 | Шакіра                         | iQue rico se mueve! (Best moves) | Номінація |
| 2010 | Шакіра                         | Supernova Award                  | Перемога  |
| 2010 | «Loba»                         | My Favorite Video                | Перемога  |
| 2010 | «Loba»                         | My Ringtone                      | Номінація |
| 2010 | «Somos el Mundo»               | The Perfect Combo                | Перемога  |
| 2011 | Шакіра                         | iQue rico se mueve! (Best moves) | Перемога  |
| 2011 | Шакіра                         | Favourite pop star               | Номінація |
| 2011 | «Loca» (з El Cata)             | Catchiest Tune                   | Номінація |
| 2011 | «Loca» (з El Cata)             | My Favorite Video                | Номінація |
| 2011 | «Loca» (з El Cata)             | Favorite Ringtone                | Номінація |
| 2011 | «Sale El Sol»                  | Your Favorite CD                 | Номінація |
| 2011 | «The Sun Comes Out World Tour» | The Super Tour                   | Номінація |

## Premios Lo Nuestro
Premios Lo Nuestro — нагорода, якою відзначаються найкраща латинська музика, представлена на телеканалі Univision. Шакіра отримала сімнадцять нагород з двадцяти номінацій .
| Рік  | Номіновано                   | Нагорода                                | Результат |
| ---- | ---------------------------- | --------------------------------------- | --------- |
| 1997 | Шакіра                       | Найкраща поп-виконавиця                 | Перемога  |
| 1997 | Шакіра                       | Найкращий новий артист                  | Перемога  |
| 1999 | Шакіра                       | Найкраща поп-виконавиця                 | Перемога  |
| 1999 | «¿Dónde Están Los Ladrones?» | Поп-альбом року                         | Перемога  |
| 2000 | Шакіра                       | Найкраща поп-виконавиця                 | Перемога  |
| 2001 | «MTV Unplugged»              | Рок-аАльбом року                        | Перемога  |
| 2001 | Шакіра                       | Найкращий артист в жанрі рок            | Перемога  |
| 2001 | Шакіра                       | Найкраще рок-виконання                  | Перемога  |
| 2002 | Шакіра                       | Найкраща поп-виконавиця                 | Перемога  |
| 2002 | Шакіра                       | Найкращий латинський артист             | Перемога  |
| 2003 | Шакіра                       | Найкраща поп-виконавиця                 | Перемога  |
| 2003 | Шакіра                       | Вибір інтернет-користувачів в жанрі рок | Перемога  |
| 2003 | «Suerte»                     | Пісня року                              | Номінація |
| 2004 | Шакіра                       | Найкраща поп-виконавиця                 | Перемога  |
| 2004 | «Que Me Quedes Tu»           | Пісня року                              | Номінація |
| 2006 | «La Tortura»                 | поп-пісня року                          | Перемога  |
| 2006 | Шакіра та Алехандро Санс     | Гурт чи дует року                       | Перемога  |
| 2006 | «Fijación Oral vol. 1»       | Поп-альбом року                         | Перемога  |
| 2006 | «No»                         | Кліп року                               | Номінація |
| 2007 | Шакіра                       | Найкраща поп-виконавиця                 | Перемога  |
| 2010 | «Loba»                       | Відео року                              | Перемога  |
| 2011 | Шакіра                       | Артист року                             | Номінація |
| 2011 | Шакіра                       | Найкраща артистка                       | Перемога  |
| 2011 | «Lo Hecho Está Hecho»        | Поп-пісня року                          | Номінація |

## Premios Nuestra Tierra
Premios Nuestra Tierra — щорічна нагорода, якою відзначаються творчі колумбійські артисти, проводиться з 2007 року. Шакіра отримала чотири нагороди з двадцять однієї номінації.
| Рік  | Номіновано                         | Нагорода                                 | Результат |
| ---- | ---------------------------------- | ---------------------------------------- | --------- |
| 2007 | Шакіра                             | Найкраща поп-виконавиця                  | Перемога  |
| 2007 | Шакіра                             | Найкраща поп-виконавиця                  | Перемога  |
| 2007 | Шакіра                             | Найкращий артист року                    | Номінація |
| 2007 | «Hips Don't Lie»                   | Найкраще міське виконання року           | Перемога  |
| 2007 | «Fijacion Vol. 1»                  | Найкращий альбом року                    | Номінація |
| 2007 | «La Pared»                         | Найкраща пісня року                      | Номінація |
| 2008 | «Hay Amores»                       | Найкращий національний саундтрек         | Перемога  |
| 2010 | Шакіра                             | Найкращий вебсайт колумбійського артиста | Номінація |
| 2010 | Шакіра                             | Найкращий артист року (Public)           | Номінація |
| 2010 | Шакіра                             | Найкраща поп-виконавиця                  | Номінація |
| 2010 | «Loba»                             | Найкраща поп-виконавиця                  | Номінація |
| 2010 | «Loba»                             | Найкраще музичне відео року              | Номінація |
| 2011 | «Waka Waka (This Time For Africa)» | Найкраща пісня року                      | Номінація |
| 2011 | «Waka Waka (This Time For Africa)» | Найкраща пісня року (Public)             | Номінація |
| 2011 | «Loca»                             | Найкраще музичне відео року              | Перемога  |
| 2011 | Шакіра                             | Найкращий артист року                    | Номінація |
| 2011 | Шакіра                             | Найкращий артист року (Public)           | Номінація |
| 2011 | Шакіра                             | Найкраща поп-виконавиця                  | Номінація |
| 2011 | Шакіра                             | Артист з найбільшої кількістю «твітів»   | Номінація |
| 2011 | Шакіра                             | Найкращий фан-клуб                       | Номінація |
| 2011 | «Sale El Sol»                      | Альбом року                              | Номінація |

## Premios Oye!
Нагорода Premios Oye! щорічно презентується Academia Nacional de la Música en México за досягнення в індустрії звукозапису Мексики. Шакіра отримала одинадцять нагород з тринадцяти номінацій .
| Рік  | Номіновано                 | Нагорода                         | Результат |
| ---- | -------------------------- | -------------------------------- | --------- |
| 2002 | Шакіра                     | Найкраща міжнародна артистка     | Перемога  |
| 2002 | Шакіра                     | Найкраща поп-виконавиця          | Перемога  |
| 2002 | Шакіра                     | Найкращий іспанський прорив року | Номінація |
| 2005 | Шакіра                     | Найкраща поп-виконавиця          | Перемога  |
| 2006 | «Oral Fixation Vol. 2»     | Найкращий англійський запис року | Перемога  |
| 2006 | «Día de Enero»             | Premio Social a la Música        | Перемога  |
| 2006 | «Hips Don't Lie»           | Найкраща іспанська пісня року    | Перемога  |
| 2006 | «Hips Don't Lie»           | Найкраща англійська пісня року   | Перемога  |
| 2006 | «Hips Don't Lie»           | Відео року                       | Перемога  |
| 2007 | «Te Lo Agradezco, Pero No» | Найкраще іспаномовне відео року  | Номінація |
| 2007 | «Te Lo Agradezco, Pero No» | Найкраща іспанська пісня року    | Перемога  |
| 2010 | «She Wolf»                 | Іспанський альбом року           | Номінація |
| 2010 | Шакіра                     | Артистка року                    | Номінація |

## Ritmo Latino Music Awards
Нагорода Ritmo Latino Music Awards була пов'язана протягом чотирьох років з «El Premio De La Gente», де всі переможці визначаються голосуванням голядачів Шакіра отримала три нагороди з трьох номінацій .
| Рік  | Номіновано                   | Нагорода                     | Результат |
| ---- | ---------------------------- | ---------------------------- | --------- |
| 1999 | «¿Dónde Están Los Ladrones?» | Найкраща міжнародна артистка | Перемога  |
| 1999 | Шакіра                       | Артист року                  | Перемога  |
| 2002 | «Suerte»                     | Музичне відео року           | Перемога  |

## Swiss Music Awards
Swiss Music Awards — щорічна нагорода в Швейцарії, створена 2008 року. Шакіра отримала одну нагороду з однієї номінації.
| Рік  | Номіновано                         | Нагорода                  | Результат |
| ---- | ---------------------------------- | ------------------------- | --------- |
| 2011 | «Waka Waka (This Time for Africa)» | Найкращий міжнародний хіт | Перемога  |

## Teen Choice Awards
Нагорода Teen Choice Awards була заснована 1999 року, відзначає досягнення в музиці, кіно, спорті та телебаченні людей віком від 13 до 19 років. Шакіра отримала одну нагороду з трьох номінацій .
| Рік  | Номіновано | Нагорода | Результат |
| ---- | ---------- | -------- | --------- |
| 2002 | Шакіра     | Артистка | Номінація |
| 2010 | Шакіра     | Артистка | Номінація |
| 2010 | Шакіра     | Активіст | Перемога  |

## TRL Music Awards
TRL Awards — щорічна нагорода в Італії, яка відзначає найпопулярніших артистів та кліпів в Італії. Шакіра номінувалась двічі.
| Рік  | Номіновано | Нагорода           | Результат |
| ---- | ---------- | ------------------ | --------- |
| 2011 | «Шакіра»   | Too Much Award     | Номінація |
| 2011 | «Шакіра»   | Wonder Woman Award | Номінація |

## Urban Music Awards
Urban Music Awards — британська музична нагорода, проводиться з 2003 року. Шакіра номінувалась одного разу.
| Рік  | Номіновано | Нагорода                                | Результат |
| ---- | ---------- | --------------------------------------- | --------- |
| 2009 | Шакіра     | Найкраще міжнародне латинське виконання | Номінація |

## VH1 Do Something Awards
VH1 Do Something Awards — щорічна нагорода, що проводиться сайтом DoSomething.org. Шакіра номінувалась одного разу за благодійну дійяльність.
| Рік  | Номіновано | Нагорода              | Результат |
| ---- | ---------- | --------------------- | --------- |
| 2010 | Шакіра     | Артист «DO SOMETHING» | Номінація |

## Virgin Media Music Awards
Virgin Media Music Awards — щорічна нагорода від сайту Virgin Media. Шакіра отримала одну нагороду з однієї
номінації.
| Рік  | Номіновано | Нагорода                                        | Результат |
| ---- | ---------- | ----------------------------------------------- | --------- |
| 2011 | Шакіра     | Virgin Media Music Award як Найкраща виконавиця | Перемога  |

## World Music Awards
World Music Awards — міжнародна нагорода, заснована 1989 року Міжнародною федерація виробників фонограм (англ. International Federation of the Phonographic Industry (IFPI)). Шакіра отримала чотири нагороди з семи номінацій .
| Рік  | Номіновано | Нагорода                                 | Результат |
| ---- | ---------- | ---------------------------------------- | --------- |
| 1998 | Шакіра     | Найбільш розпродуваний латинський артист | Перемога  |
| 2003 | Шакіра     | Найбільш розпродувана латинська артистка | Перемога  |
| 2005 | Шакіра     | Найбільш розпродувана латинська артистка | Номінація |
| 2006 | Шакіра     | Найбільш розпродувана латинська артистка | Перемога  |
| 2006 | Шакіра     | Найбільш розпродувана поп-артистка       | Номінація |
| 2007 | Шакіра     | Найбільш розпродувана поп-артистка       | Номінація |
| 2010 | Шакіра     | Найбільш розпродувана латинська артистка | Перемога  |

## World Soundtrack Awards
World Soundtrack Academy або World Soundtrack Awards — нагорода, запроваджена 2001 року організацією Flanders International Film Festival. Шакіра номінувалась одного разу.
| Рік  | Номіновано  | Нагорода                                        | Результат |
| ---- | ----------- | ----------------------------------------------- | --------- |
| 2008 | «Despedida» | Найкраща оригінальна пісня, написана для фільму | Номінація |